# USS Maryland (1905)
De tweede USS Maryland (ACR-8), ook vermeld als "gewapende kruiser 8", en gepantserde kruiser, later herdoopt als Frederick, was een gewapende kruiser van de United States Navy die behoorde tot de Pennsylvania-klasse.

## Geschiedenis
De USS Maryland (ACR-8) werd op stapel gezet en gebouwd door de Newport News Shipsbuilding & Dry Dock Company, Newport News, Virginia, op 7 oktober 1901 en te water gelaten op 12 september 1903, waar het schip gedoopt werd door Miss Jennie Scott Waters, en in dienst gesteld op 18 april 1905 met kapitein R. R. Ingersoll als bevelhebber.
In oktober 1905, na de beproevingsperiode, voegde de USS Maryland zich bij de United States Atlantic Fleet voor operaties langs de oostkust van de Verenigde Staten en in de Caraïben. In de Caraïbische Zee nam ze deel aan de wintermanoeuvres nabij Cuba. In de zomer van 1906 maakte zij een trainingsreis voor de "Massachusetts Naval Militiamen" (reservisten) en werd daarna klaargemaakt voor de overplaatsing naar de United States Pacific Fleet.
Zij vertrok op 8 september 1906 uit Newport en voer via het Panamakanaal, San Francisco, Hawaï naar haar nieuwe post bij de Aziatische Vloot. Daar bleef zij tot ze in oktober 1907 terugkeerde naar San Francisco. De volgende tien jaar besteedde de USS Maryland aan het doorkruisen van de Stille Oceaan in alle richtingen. Zij nam deel aan onderzoeksmissies naar Alaska (1912 en 1913), bracht de Amerikaanse Minister van Buitenlandse zaken Philander C. Knox naar de begrafenis van keizer Meiji (september 1912) en voer langs de kusten van Midden-Amerika om, indien nodig, hulp te kunnen verlenen aan Amerikaanse staatsburgers wanneer zij door politieke onrust in gevaar kwamen in Mexico of Nicaragua (1913, 1914 en 1916) en voerde talloze trainingsmissie uit naar Hawaï en het zuidelijk-centrale deel van de Stille Oceaan.

### Eerste Wereldoorlog
Op 9 november 1916 werd de USS Maryland (ACR-8) omgedoopt in de USS Frederick (CA-8). Toen het Amerikaans Congres op 6 april 1917 de oorlog verklaarde aan het Duitse Keizerrijk was de kruiser onderweg van de Puget Sound naar San Francisco. In San Francisco vulde zij haar bemanning aan en nam voorraden in voor de reis naar de Atlantische Oceaan. Van mei 1917 tot januari 1918 patrouilleerde zij in de zuidelijke Atlantische Oceaan, voor de kust van Zuid-Amerika.
Op 1 februari 1918 kreeg de kruiser de opdracht escortetaken op zich te nemen in de noordelijke Atlantische Oceaan. Vanaf die datum tot de Wapenstilstand escorteerde de USS Frederick troepenschepen oostelijk van 37° O.L. naar Europa. Op 20 november was zij verbonden aan de "Cruiser and Destroyer Force". Tegen midden 1919 had zij zes tochten ondernomen om soldaten terug te brengen vanuit Frankrijk naar de Verenigde Staten. Ontheven van die taak voer zij naar de Philadelphia Naval Shipyard om tijdelijk opgelegd te worden

## Na de oorlog
De USS Frederick stak in 1920 opnieuw de Atlantische Oceaan over. Tijdens een trainingsreis voor reservisten bracht zij het Amerikaans olympisch team naar Antwerpen voor de Olympische Zomerspelen 1920 aldaar. Aan het einde van dat jaar keerde zij terug naar de United States Pacific Fleet. Zij diende daar een jaar als vlaggenschip voor de trainingseenheid van deze vloot. Verder maakte zij in maart 1921 een lange reis naar Zuid-Amerika. De rest van haar dienstperiode patrouilleerde zij voor de Amerikaanse westkust.
Op 14 februari 1922 werd zij uit de actieve dienst genomen en toegevoegd aan de reservevloot bij Mare Island. Op 13 november 1929 werd de Maryland/Frederick geschrapt uit het Naval Vessel Register en op 11 februari 1930 verkocht voor de sloop.

## Trivia
De USS Frederick heeft ook een kleine filmcarrière gehad. In 1921 werden aan boord verschillende scènes opgenomen voor de komedie A Sailor-Made Man met Harold Lloyd.